# Palazzo di Propaganda Fide
Palazzo di Propaganda Fide är ett barockpalats i Rom. I palatset, som stod färdigt 1667, har Kongregationen för folkens evangelisering sina lokaler. Interiören hyser bland annat Cappella dei Re Magi, ett kapell uppkallat efter de tre vise männen. Kapellet ritades av Francesco Borromini.